# Марне-сюр-Сен
Марне́-сюр-Сен (фр. Marnay-sur-Seine) — коммуна во Франции, находится в регионе Шампань — Арденны. Департамент — Об. Входит в состав кантона Ножан-сюр-Сен. Округ коммуны — Ножан-сюр-Сен.
Код INSEE коммуны — 10225.
Коммуна расположена приблизительно в 100 км к юго-востоку от Парижа, в 80 км юго-западнее Шалон-ан-Шампани, в 45 км к северо-западу от Труа.

## Население
Население коммуны на 2008 год составляло 246 человек.
| 1962 | 1968 | 1975 | 1982 | 1990 | 1999 | 2008 |
| ---- | ---- | ---- | ---- | ---- | ---- | ---- |
| 197  | 222  | 192  | 203  | 220  | 240  | 246  |

## Администрация
| Период | Период | Фамилия        | Партия | Примечания |
| ------ | ------ | -------------- | ------ | ---------- |
| 1975   | 1989   | Юбер Мейе      |        |            |
| 1989   | 1995   | Гюстав Симон   |        |            |
| 1995   | 2001   | Франк Тено     |        |            |
| 2001   | 2006   | Фернан Мейе    |        |            |
| 2006   | 2008   | Кристиан Гийяр |        |            |
| 2008   |        | Ги Симонно     |        |            |

## Экономика
В 2007 году среди 150 человек в трудоспособном возрасте (15—64 лет) 101 были экономически активными, 49 — неактивными (показатель активности — 67,3 %, в 1999 году было 71,6 %). Из 101 активных работали 91 человек (49 мужчин и 42 женщины), безработных было 10 (3 мужчины и 7 женщин). Среди 49 неактивных 8 человек были учениками или студентами, 26 — пенсионерами, 15 были неактивными по другим причинам.

## Достопримечательности
- Церковь Успения Богоматери (XI век). Памятник истории с 1990 года[3]
- Ботанический сад Марне-сюр-Сен[фр.]
- Центр искусств и культуры CAMAC

## Фотогалерея

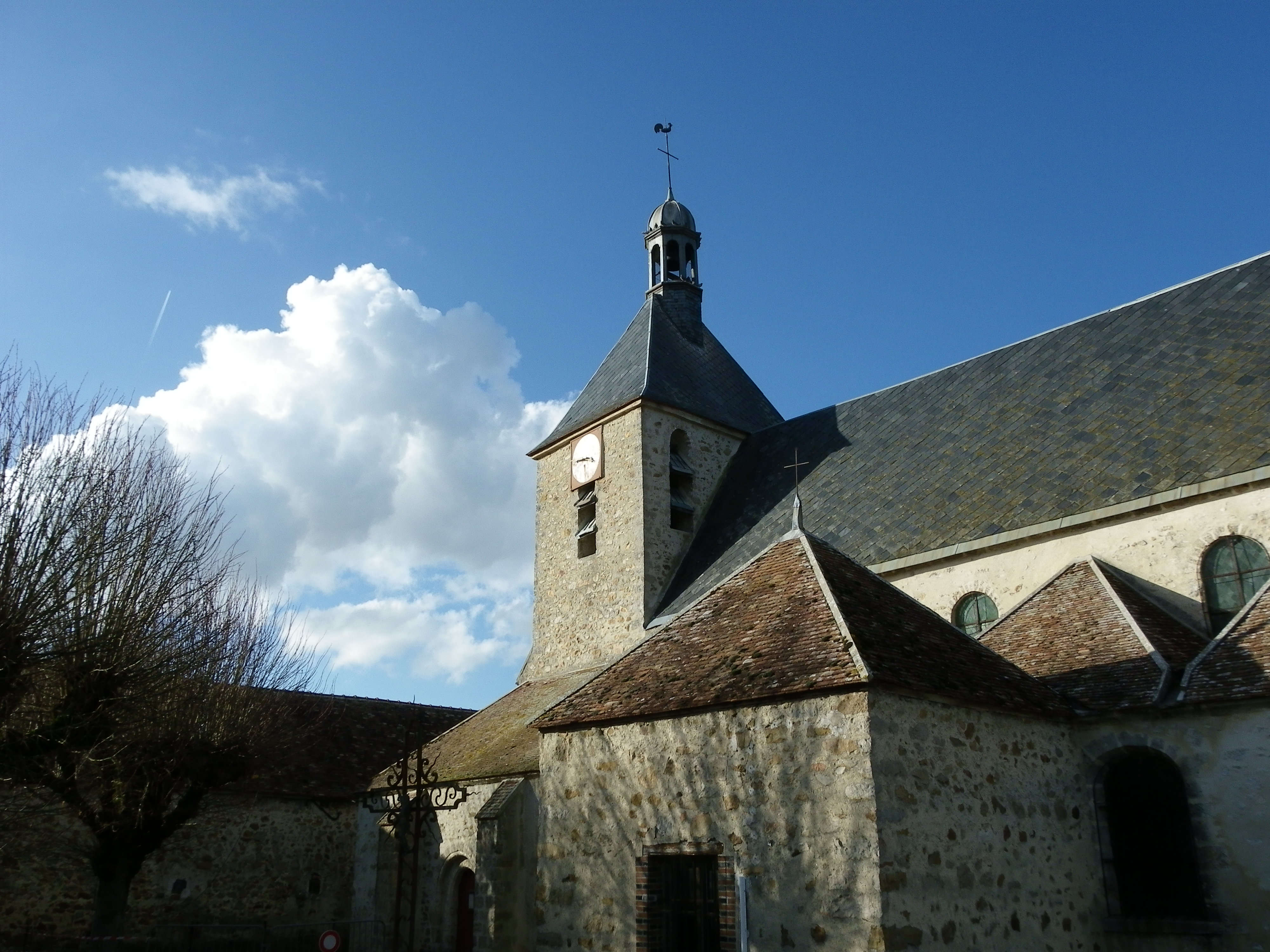
Церковь
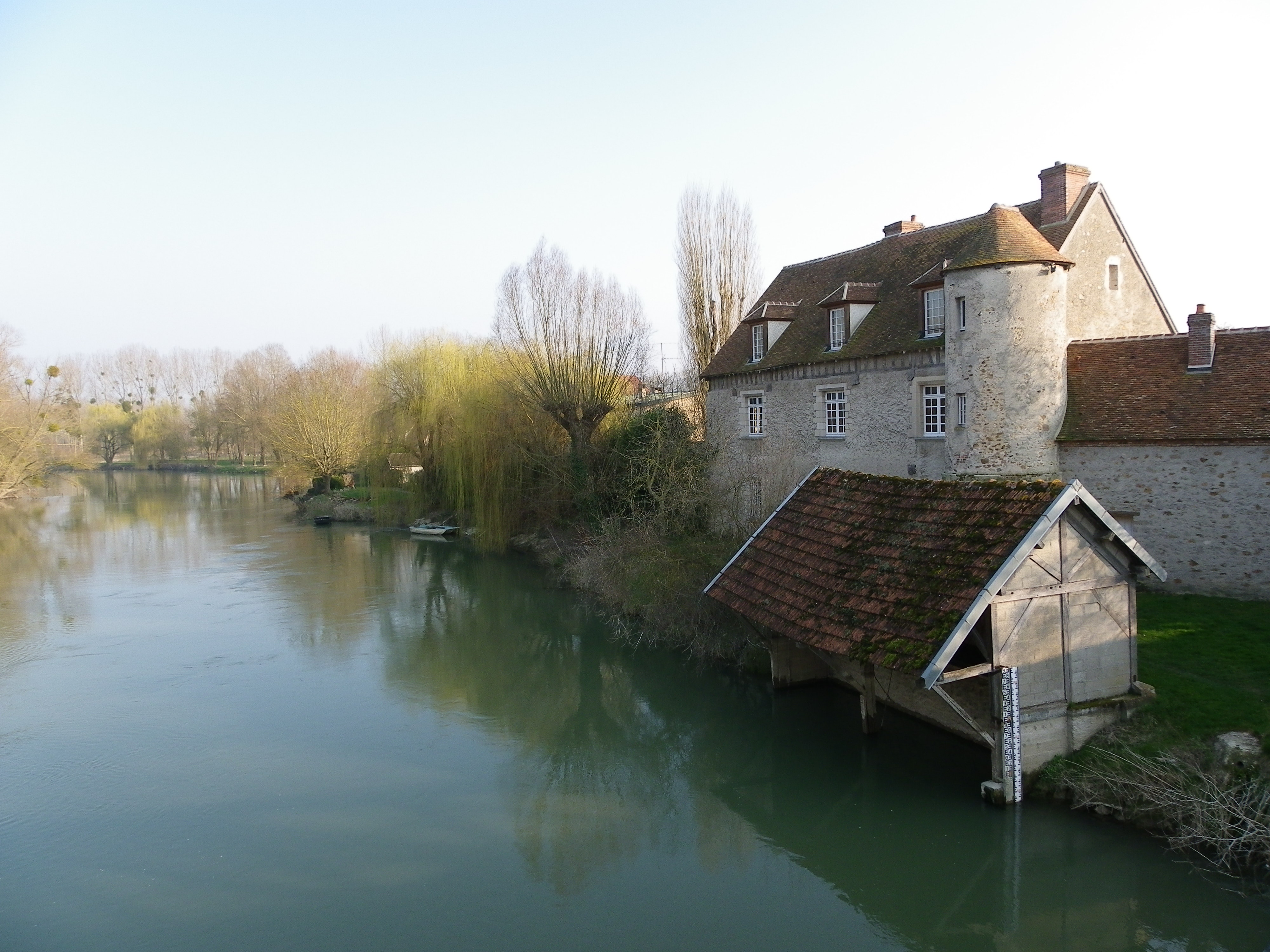
Река Сена, прачечная и Центр искусств и культуры CAMAC
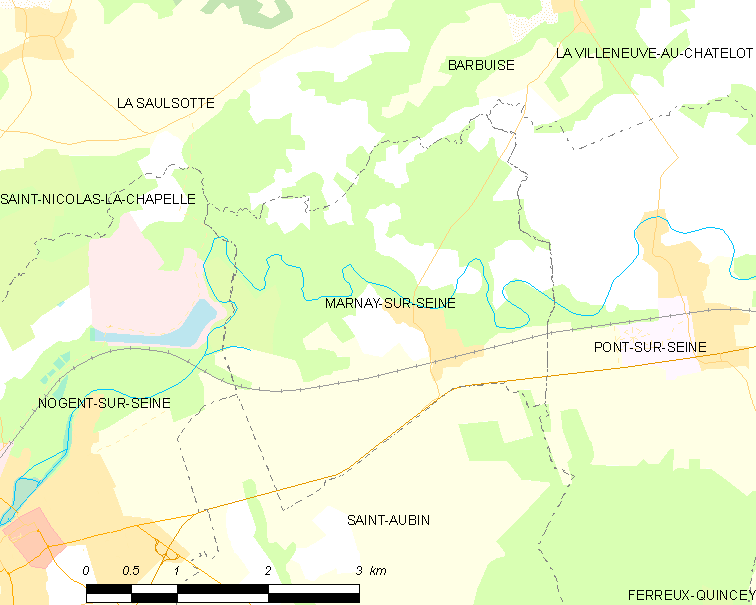
Карта коммуны